# Erik Schmedes
Erik Schmedes (teljes nevén Erik Anton Julius Schmedes; Gentofte, 1868. augusztus 27. – Bécs, 1931. március 23.) dán származású bécsi operaénekes (bariton, majd tenor).

## Életpályája
Dániában született. Márkus Emília egyik lányát, Pulszky Tessza színésznőt vette feleségül. Tanulmányait Berlinben, majd Bécsben folytatta. 1891-ben baritonként mutatkozott be. A wiesbadeni, nürnbergi illetve a hamburgi operaházakban lépett fel. Ezután Drezdában Iffertnél tanult, aki a hangját hőstenorrá képezte át. Tenorként 1896-ban mutatkozott be. Ezt követően 1924-ig  a bécsi opera tagja volt. Nagy sikereket aratott Wagner operáinak tenor szerepeiben. Majd Bécsben a Neues Wiener Konservatoriumban tanított.
Schmedesnél tanult Maria Müller és Anny Konetzni.